# Parathyonacta
Parathyonacta is een geslacht van zeekomkommers uit de familie Cucumariidae.

## Soorten
- Parathyonacta bonifaznunoi Caso, 1984